# Лас-Дуэньяс (Саламанка)
Монастырь Лас-Дуэньяс (исп. Convento de las Dueñas) — женский доминиканский монастырь в историческом центре города Саламанка, Испания. Официальное название Монастырь Святой Марии, однако широко известен под именем Convento de las Dueñas, то есть женский монастырь. Основан в 1419 году, памятник архитектуры.
Монастырь расположен рядом с мужским доминиканским монастырём Сан-Эстебан. Два доминиканских монастыря соединяет пешеходный мостик, проложенный над улицей Арройо-де-Санто-Доминго (Ручей Святого Доминика).
В настоящее время — действующий женский монастырь, посещение туристами платное, в определённые часы.

## История
Монастырь основала богатая саламанскская дама Хуана Родригес Мальдонадо в 1419 году, которая перестроила под монастырь собственный дворец и стала первой настоятельницей обители. Изначальное здание было построено в стиле мудехар, но от него в результате перестроек остались только черты. В середине XVI века в существующий комплекс зданий были встроены церковь и клуатр.

## Архитектура
Современный комплекс зданий монастыря — смесь архитектурных стилей, так позднеготическая церковь имеет фасад в стиле платереско, а клуатр выполнен в ренессансном стиле.
Главная достопримечательность монастыря — обширный двухъярусный внутренний двор (клуатр). Арочные колонны клуатра украшены резьбой, индивидуальной для каждой колонны. Среди прочих узоров колонны покрывают изображения фантастических животных и чудовищ. Скульптуры монстров и искажённых мукой лиц должны были напоминать монахиням о бренности всего сущего и Страшном суде.
Церковь монастыря однонефная, фасад украшен в стиле платереско.